# Affaire Julia
Pour les articles homonymes, voir Julia.
 (avril 2021).
 (octobre 2016).
Si vous disposez d'ouvrages ou d'articles de référence ou si vous connaissez des sites web de qualité traitant du thème abordé ici, merci de compléter l'article en donnant les références utiles à sa vérifiabilité et en les liant à la section « Notes et références ».
L'affaire Julia, du nom de Didier Julia, député UMP, est le nom donné à l'intervention de ce député dans des prises d'otages de journalistes français en Irak.
Fin 2004, les prises d'otages sont de plus en plus fréquentes et brutales en Irak, les gouvernements de différents pays rappellent leurs ressortissants et les agences de presse leurs correspondants locaux, pour des raisons de sécurité.
Deux journalistes français Christian Chesnot et Georges Malbrunot ainsi que celui qui est présenté comme leur chauffeur syrien, Mohamed Al-Joundi, sont pris en otage par l'Armée islamique en Irak. Des négociations s'engagent alors entre la France et les preneurs d'otages.
Outre l'action du gouvernement français, un député UMP, Didier Julia, proche des milieux baassistes irakiens et syriens, monte une mission sur place pour tenter des négociations parallèles. Très controversée et faisant l'objet d'une instruction judiciaire, cette intervention rebondit avec la captivité de Florence Aubenas.
En mai 2009, les juges donnent un non-lieu à Didier Julia et à Philippe Evanno, retenant qu'ils ont agi en coordination avec l'État français.

## Origines de l'affaire
Le 20 août 2004, Christian Chesnot et Georges Malbrunot sont enlevés. Selon Philippe Brett, il a été prévenu immédiatement par un de ses contacts dans les milieux baasistes. Selon Didier Julia, il est appelé par un chef de la tribu des Doulaïmi, dont il affirme être le parrain de la fille adoptive. Toujours selon Didier Julia, il envoie aussitôt un message à Jacques Chirac sur son fax personnel.

### 2004

#### Septembre
Le 4 septembre, l'« équipe Julia » se réunit ; l'avion présidentiel ivoirien est mis à la disposition de Didier Julia. Le lendemain, Didier Julia part du Bourget, mais en raison d'un problème de plan de vol, il est détourné sur Le Caire. Le 6 septembre, il arrive à Amman, en Jordanie.
Le 9 septembre, il rentre à Paris avec Philippe Brett, Bruno Carnez et Philippe Evanno restant à Amman. Moustapha Aziz est à Beyrouth depuis la veille, à Londres le 9, à Paris le 10.
Le 10 septembre, il s'envole pour Amman. Philippe Brett et Moustapha Aziz ont rejoint chacun de leur côté.
Le 12 septembre, Didier Julia revient seul en France. Selon Didier Julia, le soir même arrive à Amman Khaled Jasim, qui organise le contact avec un chef sunnite d'une des principales familles du patronat Irakien Cheik Majeed Al G'Aod. Ce dernier commence aussitôt à négocier avec l'Armée islamique la libération des otages.
Le 15 septembre, selon Didier Julia, réunion à Beyrouth sous l'égide de Majeed Al G'Aod du « Haut comité des forces nationales contre l'occupation », elle donne aux observateurs présents une impression de pagaille ce qui serait dû à l'emprisonnement en Irak du principal initiateur de cette structure : Abdul Jabbar Al Qubaïsi, opposant historique à Saddam Hussein mais opposé à l'occupation américaine.
Le 18 septembre communiqué de l'Armée islamique annonçant que Chesnot et Malbrunot « sont libres et font leur travail de journaliste avec la résistance irakienne ».
Le 20 septembre Majeed Al G'Aod annonce en direct sur l'émission-débat de 22 h de la chaîne Al Arabia la libération imminente des otages. Chesnot et Malbrunot disent avoir été transférés à Bagdad ce jour-là.
Le 21 septembre visite aux oulémas du secrétaire général adjoint du Quai d'Orsay, assassinat de deux oulémas dans la journée. Selon Didier Julia, annulation par l'Armée islamique de la libération des otages.
Le 27 septembre, Didier Julia communique des informations au gouvernement, qui ne leur donne « aucune suite en raison de leur caractère imprécis et non étayé ». Départ le jour même pour Bagdad de Philippe Brett et de Khaled Jasim.
Le 28 septembre, Philippe Evanno contacte Jean-Pierre Camoin pour obtenir de l'aide. Sur Al-Arabiya, Philippe Brett entame la médiatisation de la « mission », affirmant avoir conclu un accord avec les ravisseurs. Selon Le Point, Jacques Chirac envoie Philippe Rondot depuis Bagdad pour prendre contact avec les services secrets syriens et surveiller Didier Julia. Le général Rondot est accompagné par Imad Lahoud. On apprend lors de l'affaire Clearstream qu'il a rédigé une note sur l'affaire Julia qui figure parmi les documents saisis à son domicile.
Le 29 septembre, Didier Julia obtient un visa pour la Syrie. De Beyrouth il part pour Damas. L'Élysée dément lui avoir confié une mission. Selon eux, ce soir là Philippe Brett et Khaled Jasim sont emmenés par l'Armée Islamique à Al Karma où sont détenus les otages. Ils auraient vu les otages à une quinzaine de mètres d'eux pendant environ 30 secondes.
Le 30 septembre, la DGSE aurait perdu le contact avec les preneurs d'otages, selon des déclarations ultérieures. Ce jour-là, Chesnot et Malbrunot sont mis dans une voiture pour une destination à eux inconnue puis retirés de la voiture à la suite d'une altercation entre responsables de l'Armée islamique.

#### Octobre
- 1er octobre, Philippe Brett, collaborateur de Didier Julia, est en direct sur Europe 1 avec son téléphone portable. Il affirme être dans un convoi ramenant les otages mais raccroche précipitamment. La localisation de son téléphone portable indique aux services secrets qu'il se trouve alors en Syrie et non pas en Irak (voir au 3 octobre).
- 1er octobre, après avoir annoncé l'arrivée des journalistes pour 18h30, Didier Julia annonce que sa tentative de négociation a échoué. Selon lui, « depuis l'annonce du retour des journalistes, les Américains ont multiplié les bombardements... Ils ont installé vingt barrages sur la route et […] l'équipe qui sécurise les journalistes a eu six tués, les cinq maisons où nos amis ont habité ont été pilonnées et détruites »[3]. Le commandement américain affirme ne pas avoir connaissance de telles informations. Une autre information, brièvement confirmée par Christian Chesnot juste après sa libération, est transmise le jour même par Philippe Evanno (qui tient ces informations de Cheick Majeed Al G'Aod) aux journalistes présents autour de Didier Julia : les journalistes ont bien été mis dans une voiture à destination de Damas mais, au dernier moment, une dispute entre membres de l'Armée Islamique a entraîné l'annulation de leur transfert. Les otages expliqueront ultérieurement que le chef du service de renseignement de l'AII leur dit le dimanche suivant : « les Français veulent une vidéo, nous allons en faire une ».
- 2 octobre, le gouvernement français ne condamne pas l'initiative du député, estimant qu'il « ne peut pas négliger un canal de négociation »[4]. Jacques Chirac fait cependant part de son inquiétude sur « l’immixtion » du député.
- 3 octobre, à 8h, Radio France international annonce que Philippe Brett était à Damas alors qu'il prétendait être en Irak. Le scandale est lancé. C'est le même jour, selon Chesnot et Malbrunot, que le chef des services de renseignement de l'Armée islamique leur fait enregistrer une nouvelle vidéo « à la demande de l'ambassade de France ».
- 3 octobre, une vague de critiques, de reproches et de condamnations verbales fait le tour de l'échiquier politique. François Hollande, premier secrétaire du Parti socialiste est le premier à briser le consensus et réclame une intervention du gouvernement ou de l'UMP.
- 4 octobre, Didier Julia affirme qu'il a « agi librement avec des moyens, c'est vrai, exceptionnels »[5] laissant entendre qu'il a agi seul et sans mandat. Seul l'Élysée aurait été au courant de ses démarches. Il présente un document d'un « Haut comité des forces nationales contre l'occupation » certifiant qu'ils ont bien tenté de remettre les otages.
- 4 octobre, arrivée du député à Paris en provenance de Beyrouth. Le palais de l'Élysée réfute avoir eu connaissance ses agissements.
- 5 octobre, Le Monde et Libération annoncent que les institutions françaises étaient au courant de la « mission » de Didier Julia. Selon Libération, c'est l'ambassade de France à Damas qui a « sollicité » par lettre officielle datée du 30 septembre « un visa pour Didier Julia et un journaliste » d'une télévision française[6]. Les familles des otages demandent que la controverse se calme.
- 5 octobre, Didier Julia et Michel Barnier se retrouvent à la commission des Affaires étrangères. Le premier demande au second de le rencontrer en privé, avec pour témoin Édouard Balladur président de la commission. Le ministre annonce qu'« aucun progrès n'est intervenu » depuis le 30 septembre.
- 5 octobre, le gouvernement déclare n'avoir jamais soutenu ni approuvé l'initiative de Didier Julia.
- 10 octobre, la presse ivoirienne annonce que, d'après les renseignements généraux ivoiriens, Didier Julia aurait reçu 700 millions de francs CFA (environ un million d'euros) pour la libération des otages. La totalité des frais couverts par le gouvernement ivoirien serait estimée à 1,5 milliard de francs CFA. Les informations diffusées depuis indiquent que Moustapha Aziz et le pasteur Moïse Koré auraient été le destinataire de cet argent.
- 14 octobre, Philippe Evanno affirme que la « mission » se poursuit toujours.

#### Décembre
- 21 décembre, les otages sont libérés, pris en charge par la Direction générale de la Sécurité extérieure, qui affirme avoir géré l'affaire de bout en bout (elle n'avait jamais été évoquée auparavant), le contact avec les preneurs d'otage ayant été coupé fin septembre.
- 22 décembre, Georges Malbrunot, à sa descente de l'avion le ramenant en France, qualifie Didier Julia et ses amis d'« imposteurs » et de « mythomanes » ayant mis leur vie en danger. Didier Julia accuse Michel Barnier d'avoir profité des quatre heures qu'il a passées dans l'avion avec les anciens otages pour les influencer. Ce dernier, interrogé au journal de TF1 sur la possible exclusion de Didier Julia par le groupe UMP assure que ce serait « un minimum ».
- 23 décembre, Didier Julia parle de « quatre mois d'incompétence du ministre des affaires étrangères » le qualifiant de « ministre complètement nul »[7].
- 24 décembre, Philippe Brett, dans Le Parisien, affirme que les otages ont été libérés en utilisant leurs contacts et leur filière de sortie d'Irak vers la Syrie. Le procureur du parquet de Paris Jean-Claude Marin ouvre une enquête préliminaire sur la « mission Julia ».
- 27 décembre, Philippe Brett et Philippe Evanno sont arrêtés par la Division nationale anti-terroriste et placés en garde à vue « pour intelligence avec une puissance ou une organisation étrangère ou avec ses agents, de nature à porter atteinte aux intérêts fondamentaux de la nation, notamment à sa diplomatie et à la sauvegarde de sa population ».
- 28 décembre, cette arrestation est annoncée et la garde à vue est prolongée. Didier Julia parle de « manœuvre politicienne » visant à « sauver [la] tête » de Michel Barnier.
- 29 décembre, Philippe Brett et Philippe Evanno sont remis en liberté. Une information judiciaire est ouverte contre Didier Julia, Philippe Evanno et Philippe Brett pour « intelligence avec une puissance étrangère, en l'espèce la Côte d'Ivoire » et confiée aux juges d'instruction antiterroristes Jean-Louis Bruguière et Marie-Antoinette Houyvet. Selon Reuters. Une enquête parlementaire sur l'Affaire Julia ne peut être ouverte pendant la durée de l'instruction.

### 2005

#### Janvier
- 3 janvier, Didier Julia écrit à Jean-Louis Debré, président de l'assemblée nationale, pour lui demander la création d'une commission d'enquête.
- 4 janvier, des sources judiciaires annoncent au journal Le Monde que Didier Julia a été convoqué par Jean-Louis Bruguière le 20 janvier.
- 5 janvier, Le Canard enchaîné affirme que Didier Julia compte mettre en cause le Président de la république. Laurent Gbagbo demande à être entendu par une enquête parlementaire. Didier Julia affirme que sa correspondance avec Jacques Chirac a été volée dans son bureau de l'assemblée nationale. Il accuse « des barbouzards ou des journalistes » et explique que son avocat a un double du dossier, contenant les photocopies des pièces.
- 7 janvier, Didier Julia demande une date ultérieure (le 26 ou le 27) à Jean-Louis Bruguière : « si j'ai prévu ce jour-là une tournée de communes dans ma circonscription, elle aura ma priorité ». Le juge ne peut le contraindre tant qu'il est protégé par son immunité parlementaire. Jean-Louis Debré répond par courrier à Didier Julia pour lui rappeler l'impossibilité réglementaire de créer une commission parlementaire tant qu'est ouverte une information judiciaire.
- 11 janvier, François Hollande demande la création d'une commission d'enquête parlementaire. La lettre de Jean-Louis Debré est rendue publique.
- 12 janvier, la porte de la permanence de Didier Julia, à Fontainebleau, est découverte fracturée. Ce dernier affirme que « des disquettes ont été sorties et fouillées ».
- 18 janvier, le bureau des députés UMP de l'assemblée nationale condamne unanimement « l'initiative irresponsable » de Didier Julia. Ce dernier n'est cependant pas sanctionné, le bureau préférant attendre les résultats de l'instruction judiciaire.
- 20 janvier, selon Libération, Didier Julia n'est finalement pas reconvoqué par Jean-Louis Bruguière, ni mis en examen.

#### Février
- 6 février, selon Serge Raffy (dans un article du Nouvel Observateur), Abou Sahar, le ravisseur de Florence Aubenas, lui annonce qu'il veut entrer en contact avec Didier Julia ; il lui demande d'enregistrer une cassette. Toujours selon Serge Raffy, elle refuse, croyant à un « canular ». Elle lui explique qu'il est « peu crédible », « carbonisé »
- 24 février, selon Libération, « J » aurait proposé à Serge July la vidéo de Florence Aubenas pour 50 000 dollars. Selon Marc Fauchoux, de Canal +, la rencontre entre « J », c’est-à-dire Khaled Jasilm et Serge July est postérieure à la diffusion de la dite vidéo. Selon Marc Fauchoux, Serge July aurait peu apprécié d'être sévèrement rappelé à l'ordre par Khaled Jasim qui lui a reproché d'avoir mis en danger la vie de Florence Aubenas lors de ses interventions publiques auprès du gouvernement irakien. Toujours selon le quotidien, un certain « K. » et un certain « J. », proches de « l'équipe Julia » prennent contact avec plusieurs de leurs journalistes, envoyés à Amman. Le gouvernement français dit craindre un « parasitage ».
- fin février, selon Serge Raffy, Abou Sahar revient à la charge à propos de l'enregistrement pour Didier Julia en déclarant : « C’est moi le chef, je suis le boss ! ». Elle cède.

#### Mars
- 1er mars, dans une vidéo diffusée par la chaîne italienne Sky-Italia, Florence Aubenas, otage depuis près de deux mois, lance un appel à l'aide explicitement adressé à Didier Julia, en anglais, sans que la moindre revendication soit formulée. D'après Didier Julia : « ça fait un mois qu'on sait approximativement qui détient Florence Aubenas et qu'elle est en vie ». De nombreux analystes de la presse parlent d'une manipulation de la Syrie, alors qu'une crise sur la présence syrienne secoue le Liban.
- 2 mars, le Premier ministre Jean-Pierre Raffarin s'adresse à Didier Julia en pleine séance de l'Assemblée nationale pour lui demander de coopérer avec la DGSE, sans prendre d'initiative personnelle. Selon Le Figaro, Pierre Brochand, le directeur de la DGSE, est près de démissionner devant cette perspective. Dans une interview accordée à l'agence Sunset Presse en 2011, Pierre Brochand précise que cet épisode se serait déroulé à Matignon, en présence de la cellule de crise ; sommé par Jean-Pierre Raffarin de rencontrer Didier Julia, il  aurait répondu : « Monsieur le Premier Ministre, nous n'avons pas la même conception de l'État. » C'est finalement avec son adjoint que Didier Julia a un entretien d'une heure et demie.
- 3 mars, Didier Julia s'entretient une seconde fois dans la matinée avec le No 2 de la DGSE. Il demande « instamment » l'arrêt de poursuite contre lui, Philippe Brett et Philippe Evanno. Dans l'après-midi, Jean-Pierre Raffarin déclare qu'il n'a pas apporté d'« élément nouveau concret », et dit mettre un terme à la participation du député au processus de libération de Florence Aubenas. L'opposition peine à masquer ses critiques et la presse tance le manque de cohérence du gouvernement.
- Le 7 mars Valérie Lecasble, rédactrice en chef de France-Soir, annonce dans son journal qu'un informateur, proche de Didier Julia, lui a expliqué que Florence Aubenas sera libérée « dans le courant de la semaine. Au plus tard la semaine prochaine ». Cet informateur aurait prévu, quelques jours avant, la libération de Christian Chesnot et George Malbrunot, tout comme l'arrivée de la cassette montrant Florence Aubenas. Le même jour, Didier Julia, dans une interview à la télévision italienne La7, déclare que « si c'était la fille de M. Raffarin qui était prisonnière on en aurait parlé discrètement, les négociations auraient déjà commencé et seraient peut-être déjà achevées ». Il ajoute que « les ravisseurs de Florence Aubenas ont présenté une seule exigence : avoir Didier Julia comme médiateur. J'ai répondu que j'étais à leur disposition ».
- 8 mars, Bernard Accoyer, président du groupe UMP à l'Assemblée, convoque Didier Julia pour lui demander de « s'excuser » et de « se justifier », en présence d'Édouard Balladur (président de la commission des Affaires étrangères), au sujet de ses propos de la veille. À l'issue de la réunion, Didier Julia se met en congé du groupe UMP.
- 9 mars, Didier Julia, dans un communiqué, rappelle être « prêt à répondre immédiatement à la seule demande exprimée par les ravisseurs, celle d'une médiation de sa part et à se rendre sur place ».
- 10 mars, le journal d'extrême droite Minute publie une interview que Didier Julia lui a accordé, où il plaide la cause de ses deux collaborateurs, affirmant qu'« on traite mieux les trafiquants de drogue » qu'eux.
- 16 mars, selon Libération, l'équipe Julia annonce une cassette « prouvant » le lien avec la précédente prise d'otage. Selon le quotidien, cette cassette se révèle sans lien avec leur journaliste.
- 18 mars, selon Libération, « K. » et « J. » (Karim Guellaty et Khaled Jassim al-Fardji, selon Marc Fauchoux), deux proches du député, expliquent à l'envoyé du journal à Amman que les services secrets français ont laissé échappé une occasion de libération.
- 20 mars, selon Serge Raffy, Khaled Jassim al-Fardji entre en contact avec « le boss », qui parle de Didier Julia en l'appelant « Didi » ou « Dorei ».
- 20 mars - 23 mars, selon Serge Raffy, Didier Julia apprend phonétiquement quelques mots d'arabe. La DGSE capte la conversation ; Karim Guellaty est alors présenté comme intermédiaire.
- 23 mars, selon Didier Julia, il reçoit un appel téléphonique, en arabe, de personnes disant être envoyées par les ravisseurs. Selon Serge Raffy, Didier Julia parle avec « le boss ».
- 24 mars, 25 mars, selon Didier Julia, il poursuit les conversations téléphoniques en compagnie d'un membre de la DGSE ; il explique avoir renvoyé vers Pierre Vimont, directeur de cabinet du ministre des Affaires étrangères.
- 25 mars
  - selon Libération, « K. » leur transmet une cassette audio où on entend faiblement la voix de Florence Aubenas. Il ajoute qu'un ultimatum est fixé à 17h00 ; il accompagne un journaliste au quai d'Orsay où il remet la cassette.
  - selon le gouvernement français, les ravisseurs se rendent alors compte qu'ils n'obtiendront rien par la « voie Julia », alors que lui ou des membres de son équipe leur avait fait croire qu'il était un intermédiaire du Premier ministre.
  - selon Serge Raffy, Karim Guellaty récupère l'enregistrement, contacte le cabinet de Jean-Pierre Raffarin via une journaliste de TF1. Durant une réunion au Quai d'Orsay, en présence de Pierre Vimont, Karim Guellaty reçoit un appel du « boss » et lui transmet les coordonnées du négociateur mandaté par la DGSE, « Mohsen ». Cette version est confirmée par Guellaty lui-même, dans un entretien accordé à l'agence Sunset Presse en 2011. Guellaty affirme aussi que c'est Philippe Brett qui le conduit au quai d'Orsay, en compagnie de François Sergent, de Libération. Brett confirme aussi cette version.
- 29 mars, selon Patrick Forestier et François Labrouillère (Paris Match), l'imprécateur rappelle « K » pour lui dire qu'il stoppe les négociations. Il n'est pas content de Mohsen.

#### Avril
- 1er avril, Robert Ménard, secrétaire général de Reporters sans frontières, indique au cours d'une conférence de presse que « malheureusement Didier Julia et ses amis continuent à jouer un rôle » dans le processus de libération de Florence Aubenas. Selon Libération, « J. » annonce que la journaliste sera libérée le 3 et explique qu'il a acheté la « cassette Julia » 50 000 dollars, afin de réhabiliter le député.
- 3 avril, selon Libération, « K. » annonce que « les négos ont abouti ». Jean-Louis Bruguière fait interpeller « J. » par la division nationale anti-terroriste.
- 5 avril, « J. » est libéré. L'ambassade d'Irak serait intervenue en sa faveur et les interceptions téléphoniques auraient fait craindre une intervention de l'ambassadeur des USA afin d'exiger sa libération[réf. nécessaire].
- 8 avril, selon Libération, des membres de l'« équipe Julia » laissent entendre une libération prochaine de Florence Aubenas.
- 13 avril, des membres de l'« équipe Julia » laissent entendre une libération prochaine de Florence Aubenas, selon Libération, « distillant [...] leurs "informations" mêlant demi-vérités, mensonges et affirmations invérifiables ».

#### Mai
- 9 mai, selon Libération, « K. » transmet un contact au ministère des Affaires étrangères, Didier Julia ayant refusé de s'en charger. Le contact serait intéressé et sans intérêt.
- 20 mai, selon Libération, « K. » affirme qu'il existe une nouvelle cassette où Florence Aubenas cite Didier Julia.
- 21 mai, Jacques Chirac explique à la famille de Florence Aubenas qu'il se produit un « pourrissement de la situation par Julia et ses hommes »[8].
- 28 mai, selon Libération « K » reçoit un nouvel appel de l'imprécateur qui veut finaliser la sortie de Florence. « K » dirige « l'imprécateur » une nouvelle fois vers la DGSE.

#### Juin
- 9 juin, selon Libération, Didier Julia enregistre une vidéo en arabe et essaie de la faire passer dans les médias arabophones[9]. Pour le député, il a simplement répondu à une interview[9].
- 11 juin, Florence Aubenas et son guide Hussein Hanoun sont libérés ; l'ambassade de France en Irak indique que les services secrets n'ont pas versé de rançon.
- 12 juin, la nouvelle est révélée et Didier Julia fait savoir qu'il est impatient de « savoir comment elle interprète le fait que ses ravisseurs lui ont demandé de [l]'appeler à l'aide »[10].
- 13 juin, Libération publie des extraits de son carnet de bord. Serge July affirme que Didier Julia a « interferé » dans la libération de sa journaliste ; Didier Julia martèle qu'il n'a pas pris « la moindre initiative ». Michel Barnier, qui n'est plus ministre depuis une dizaine de jours, se déclare favorable à une enquête parlementaire sur les démarches parallèles de Didier Julia.
- 14 juin, Didier Julia avance que le départ de Michel Barnier de son ministère « a favorisé le dénouement » de la prise d'otages. Il annonce qu'il envisage de « porter plainte pour diffamation contre qui de droit », niant que la « cassette Julia » ait été achetée 50 000 dollars. Parlant de Serge July, il explique que « c'est lui qui allait mettre son grain de sel sur place, à Bagdad, pas moi ! ».
- 14 juin, dans une conférence de presse, Florence Aubenas raconte des parties de sa captivité. Selon elle, le chef des ravisseurs affirmait avoir eu Didier Julia au téléphone deux fois en mars ; celui qu'elle appelle « le boss » aurait estimé que Didier Julia avait été humilié par l'affaire Chesnot-Malbrunot et qu'il aurait pu profiter de la volonté du député de prendre sa revanche pour faire pression sur les négociations. Le même jour, Le Figaro publie un article où l'on apprend par un journaliste de Libération témoignant anonymement qu'il n'y a pas d'« équipe Julia », Didier Julia n'ayant rien fait. En revanche « K », « J », Philippe Brett et Philippe Evanno ont été en relation avec Pierre Vimont.
- 15 juin, Didier Julia se déclare favorable à une commission d'enquête. Il confirme avoir été appelé deux fois au téléphone par les ravisseurs ; selon lui les services secrets l'ont mis sur écoute.
- 17 juin, le groupe socialiste dépose une demande d'enquête parlementaire sur les circonstances de la prise d'otage de Florence Aubenas. Il s'agit d'enquêter sur « [ceux] qui ont pris le risque de mener une action parallèle à celle des services de l'État ». Le nom de Didier Julia n'est pas précisé, afin de respecter le règlement de l'Assemblée[11].

## Depuis 2006
Le 21 mars 2006, la chambre de l'instruction de la cour d'Appel de Paris refuse d'annuler la procédure engagée à l'encontre de Philippe Brett et Philippe Evanno. Leur avocat, Bruno-Yann Sapin, déclare à Libération : « dans un dossier où il n'y a rien, la chambre d'instruction a décidé de ne rien faire ».
Le 5 juin 2008, Philippe Brett et Philippe Evanno bénéficient d'une mainlevée totale de contrôle judiciaire qui reçoit l'aval du parquet le 9.
Le 2 septembre 2008, Didier Julia est interrogé pour la première fois et est placé sous le régime de témoin assisté.
Le 30 avril 2009, un non-lieu est prononcé en faveur des inculpés Philippe Brett et Philippe Evanno et du témoin assisté Didier Julia : « l'aide des autorités françaises [aux prévenus] est avérée. ».
Le 1er novembre 2011, c'est au tour de Didier Julia, dont l'immunité parlementaire n'a pas été levée, d'obtenir un non lieu des juges d'instruction qui estiment qu'il a agi en liaison avec les autorités

## Sources
(avril 2021).
- Portrait de Didier Julia et Philippe Brett dans Libération du 11 octobre 2004
- L'affaire Julia pour Le Point
- Extraits du carnet de bord de Libération
- Enquête de Serge Raffy